# Таббс, Нейт
Нейт Таббс (англ. Nate Tubbs; 1 декабря 1964, Цинциннати, Огайо, США) — американский боксёр-профессионал, выступавший в тяжёлой весовой категории. Брат боксёра Тони Таббса.

## Профессиональная карьера
Дебютировал в 1987 году в бою с Симом Воиром, которого победил единогласным решением судей.
Во 2 бою встретился с Ларри Гивеносом, которого победил единогласным решением судей.
Следующие 7 боёв выиграл нокаутом.
В мае 1991 года Таббс встретился с Эдди Гонзалесом. Таббс проиграл решением большинства судей.
В августе 1992 года снова встретился с Ларри Гивенсом. В этот раз Таббс победил техническим нокаутом во 2 раунде.
В мае 1995 года встретился с непобеждённым нокаутёром Корри Сандерсом. Во втором раунде поединка не желавший изменять собственному агрессивному стилю Сандерс «вложился» в очередную атаку, и, как следствие, раскрылся и пропустил мощнейший правый прямой от бдительно караулившего свой шанс Таббса. Таббс победил нокаутом во 2 раунде.
Затем выиграл по очкам 2 поединка.
В сентябре 1995 года Таббс встретился с Хорхе Вальдесом. Вальдес победил единогласным решением судей.
Затем Таббс победил нокаутом Майка Диксона и Джона Мортона.
В марте 1998 года Таббс проиграл техническим нокаутом в 4 раунде непобеждённому Лоуренсу Клею Бею.
В мае 1998 года Таббс проиграл нокаутом во 2 раунде известному нокаутёру Дэвиду Туа. После этого боя ТАббс не выходил на ринг 7 лет.
В октябре 2005 года Таббс победил нокаутом в 1 раунде Майка Миддлтона. После этого боя Таббс ушёл из бокса.

## Особенности стиля
В отличие от своего брата, быстрого и техничного боксёра Тони Таббса, Нэйт был прямолинейным, не отличавшегося высокой техникой боксёром, но при этом обладал при этом сокрушительным нокаутирующим ударом справа. Нэйт всегда стремился к досрочной победе и умел выжидать свой шанс в боях с более сильными и опытными соперниками, что у него не всегда получалось.